# 链丝藻目
链丝藻目（学名：Klebsormidiales）为链丝藻纲的一个目。

## 下级分类
本目包括以下科：
- Elakatotrichaceae
- 链丝藻科 Klebsormidiaceae
- Stichococcaceae